# Hein Picard
Hendrik of Hein Picard (Den Haag, 24 oktober 1925 - Gent, 20 november 1988) was een Belgisch statisticus en gewoon hoogleraar aan de Rijksuniversiteit Gent.

## Levensloop
Hein Picard was een zoon van de naar Nederland uitgeweken activist Leo Picard (1888-1981). Hij studeerde wiskunde en natuurkunde aan de Technische Hogeschool Delft en na de Tweede Wereldoorlog aan de Rijksuniversiteit Gent. Hij promoveerde in 1958 tot doctor in de economische wetenschappen. 
Vanaf 1959 tot aan zijn overlijden was hij aan de Gentse universiteit verbonden. Hij werd er docent Verzekeringen en Algemene statistiek, in de faculteit Rechten. In 1964 werd hij gewoon hoogleraar in deze faculteit en in 1968 in de faculteit economische wetenschappen. Hij doceerde vanaf 1959 ook statistiek aan de Vrije Universiteit Brussel. In 1972 werd Picard door de Raad van Beheer van het Limburgs Universitair Centrum (LUC) benoemd tot vicerector, onder rector Louis Verhaegen.
Als wiskundige en statisticus werd hij door de Belgische radio en televisie vaak uitgenodigd ter gelegenheid van verkiezingsavonden om berekeningen en projecties te maken op basis van de binnenkomende resultaten. Om die reden werd hij een bekende Vlaming.
Hij was zijn hele leven actief in de vrijmetselarij (lid van de loge Bevrijding in Gent, aangesloten bij het Groot Oosten van België) en in socialistische en vrijzinnige verenigingen. Vanaf 1954 was hij de facto hoofdredacteur van Diogenes, het tijdschrift van het Humanistisch Verbond.

## Publicatie
- Federalisme in België?, 1954.